# برايان سانت بيير
برايان سانت بيير (بالإنجليزية: Brian St. Pierre)‏ هو لاعب كرة قدم أمريكية أمريكي، ولد في 28 نوفمبر 1979 في سالم في الولايات المتحدة.

## وصلات خارجية
- برايان سانت بيير على موقع مرجع كرة القدم المحترفة.كوم (الإنجليزية)
- برايان سانت بيير على موقع كلية كرة القدم في سبورتس رفرنس.كوم (الإنجليزية)